# ريكو سوزوكي
ريكو سوزوكي(ولدت في 15 غشت 1944 طوكيو، اليابان)هي مؤدية اصوات يابانية.
الأدوار
- الوميض الأزرق
- ماسارو، كازُوو تاشيبانا في الكابتن ماجد
- تشي، ناناو يوني في المحقق كونان
- بيلا في شهلاء اليتيمة
- الامرأة العجوز، ام ثلج، عمدة البلدة في دراغون بول
- تويا، تويو في سيف النار
- موم في جينتاما
- آنلي في فتاة المراعي
- بريندا في ليدي ليدي
- بيل وسيباستيان (أنمي)
- مونكي، دينجي لايتان في البطل الذهبي
- هيسامي، السيدة العجوز في بوكيمون (الحلقة 231)
- با سان، غيوكو، والدة صقر في ينبوع الأحلام
- غولدفا في زعيم المحاربين
- السيدة النبيلة، يوليبييني في السيدة ملعقة
- المسافر في وادي الأمان
- رحلة العجائب

وصلات خارجية
http://www.animenewsnetwork.com/encyclopedia/people.php?id=1576

## وصلات خارجية
- ريكو سوزوكي على موقع IMDb (الإنجليزية)
- ريكو سوزوكي على موقع ميوزك برينز (الإنجليزية)
- ريكو سوزوكي على موقع قاعدة بيانات الفيلم (الإنجليزية)
- ريكو سوزوكي على موقع ANN person (الإنجليزية)